# 太陽光励起レーザー

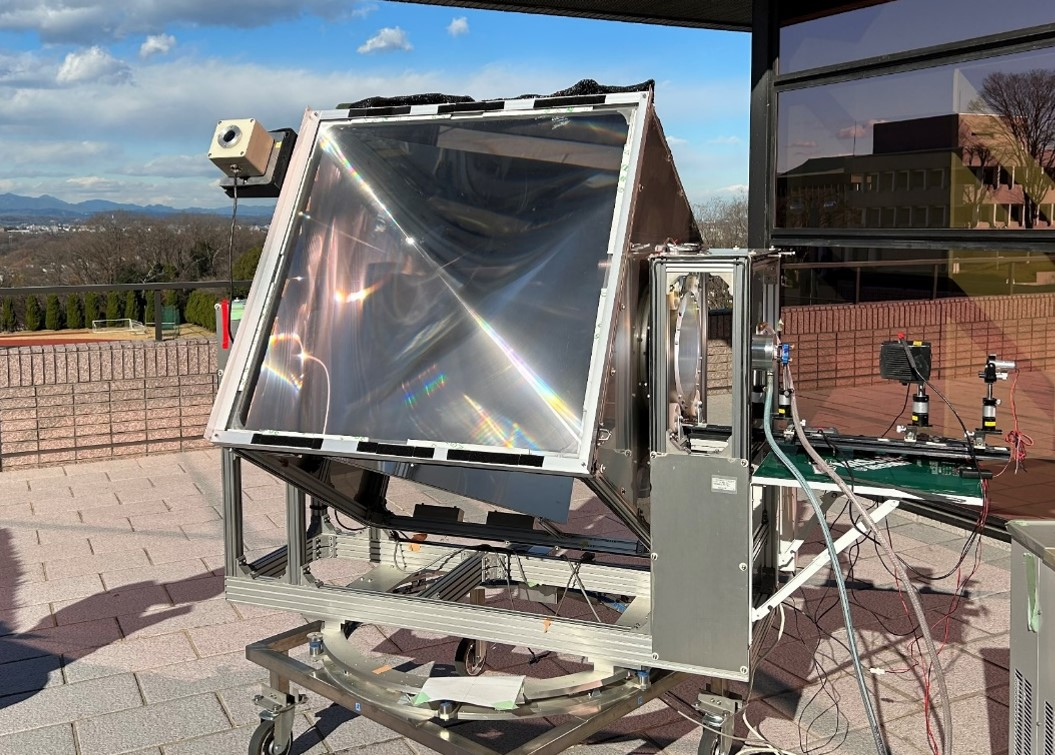
太陽光励起レーザーシステム

太陽光励起レーザー（たいようこうれいきレーザー、英: Solar-pumped laser）とは、レーザー媒質の励起光源に太陽光を用いるレーザーのことを指す。
1966年にC. G. Young によって初めて実現された。
再生可能エネルギーであるもののコヒーレンスが低い太陽光をエネルギー源として、コヒーレンスの高いレーザー光線を生成するため、後述する様々な応用を含めてSDGsに貢献する光技術として期待されている。

## 期待される応用

### 宇宙太陽光発電
宇宙空間で太陽光のエネルギーを集め、そのエネルギーを地上に伝送する宇宙太陽光発電において、太陽光を電力に変換することなくレーザーとして地上に伝送するシステムとして太陽光励起レーザーが期待されている。

### マグネシウム循環社会
マグネシウムをエネルギーキャリアとして循環させることが提案されているマグネシウム循環社会において、マグネシウムを再生可能エネルギーによって還元するためのシステムとして太陽光励起レーザーが提案されている。

### レーザー推進
レーザーによって推進のためのエネルギーを供給するレーザー推進において、そのエネルギー源として太陽光励起レーザーが提案されている。

### 宇宙開発におけるものづくり
宇宙開発においてその場にある資源を利用するIn situ resource utilization(ISRU)において、そのものづくりの際の切断や3Dプリンターのための光源として太陽光励起レーザーが提案されている。

## 研究事例
気体レーザーとしてヨウ素をレーザー媒質とした研究や太陽光励起の半導体レーザーの研究もあるが、ここでは現在主に研究されている結晶やセラミクス、光ファイバーをレーザー媒質として用いて実際の太陽光を励起源として用いた研究事例について示す。

### 集光型固体レーザー
ここでは太陽光を集光し、結晶やセラミクス等の固体をレーザー媒質として用いた研究についてまとめる。太陽光励起レーザーの発振に初めて成功したのは1966年のことであり、このときはNd:YAGの結晶をレーザー媒質とし、放物面鏡で太陽光を集光することによって約1Wの出力が得られた。その後、集光系を巨大化させることにより高出力を得る研究がなされ、これまでの最大出力は約600㎡の集光系を用いることにより約500Wの出力を得ることに成功している。その後日本での太陽光励起レーザーの研究が活発になり、1995年には東北大学では口径が10mの181枚の放物面鏡を用いて太陽光を集光することにより40Wの出力を得ることに成功した。
これまでは巨大な集光鏡を用いて太陽光を集めて大出力を得ることに主眼を置かれた研究が多かったが、その傾向に一石を投じたのがイスラエルの研究チームである。彼等は6.75㎡と比較的小さな集光鏡で太陽光を集めることにより、46Wのレーザー出力を得ることに成功した。太陽光を集光する集光系の面積に対するレーザー出力として集光効率を評価し、当時世界最高の6.7W/㎡を得ることに成功したのである。その後、福井大学では直径1.8mの放物面鏡によって太陽光を集めることにより、19.1Wのレーザー出力と7.5W/㎡の面積効率を得ることに成功している。
この面積効率の向上に向けて、これまで用いられてきた放物面鏡ではなくフレネルレンズを用いたのが東京工業大学の研究チームである。
彼等は2009年には1.4×1.05 mフレネルレンズによって太陽光を集光することにより80Wの出力と24.4W/㎡の面積効率を得ることに成功し、更に2014年には2m四方のフレネルレンズを用いて120Wの出力と30W/㎡の面積効率を得ることに成功した。更にその後も研究開発が進み、2023年には中国のグループが0.69㎡のフレネルレンズを用いて26.93Wのレーザー出力と38.8W/㎡の面積効率を得ることに成功している。
また近年においては太陽に向けて太陽光を集める集光系だけでなく、その集光系によって集光された太陽光を更に再集光する集光系の開発も行われており、一度集光した太陽光を出来るだけ逃がさない形状として花瓶型の集光系等が東京工科大学の研究チームから提案されている。

### 非集光型ファイバーレーザー
上記の集光型の固体レーザーは、太陽光を放物面鏡やフレネルレンズで集光し、その焦点付近にレーザー媒質を置く必要がある。そのためそれらの集光系が太陽に正対するように常に太陽を追いかけて回転しなければならず、そのための複雑な機構やエネルギーを必要とする。それを解消するために、コイル状に束ねた光ファイバーをレーザー媒質として用いることにより太陽光を集光せずにレーザー発振に成功したのが東海大学の研究チームである。彼等は光増感剤の溶液で満たされた円筒形のチャンバーの中に Nd3+をドープした光ファイバーをコイル状に巻き、更に太陽光を入射する窓をダイクロイックミラーにすることにより、太陽光を集光することなくレーザー発振に成功した。